# Domald
Domald (o. 1160. – o. 1243.), knez, najmoćniji  hrvatski velikaš prve trećine 13. stoljeća, podrijetlom od roda Snačića. 

## Životopis
Sin sidraškog kneza Saracena. Spominje se 1200. godine kao pristav u ispravi hercega Andrije samostanu sv. Kuzme i Damjana. Iste godine Domald obnaša dužnost kneza u Šibeniku, a 1203. – 1204. u Zadru kojem je pomogao da se zakratko oslobodi mletačke vlasti. Zaslužan je za obnovu Zadra kojeg su 1202. godine, na nagovor mletačkog dužda, zauzeli i razvalili križari. Od 1207. godine obnašao je dužnost splitskog kneza. 
Godine 1210. kralj Andrija II. nagradio ga je cetinskom županijom, ali unatoč tomu Domald ubrzo postaje kraljevim protivnikom, nezadovoljan time što mu Andrija II., odlazeći u križarski rat, nije povjerio upravu u  Hrvatskoj i  Dalmaciji. Zbog prvenstva nad  Splitom došlo je do sukoba između Domalda i kraljeva pristaše Grgura Bribirskog koji je završio 1221. Domaldovim porazom i gubitkom kneštva u  Splitu. Nakon gubitka splitskog kneštva Domald zadržava kontrolu nad utvrdom Klis odakle je ometao trgovački promet prema moru i zaleđu.
Poraz nije posve skršio Domaldovu moć pa je ponovno, u dva navrata (1229. i 1235.), vraćao kneštvo nad Splitom.
Danas se u Splitu po njemu zove ulica koja spaja Narodni trg i Ulicu kralja Tomislava. U Zadru postoji ulica kneza Domalda.